# Île Verte (Québec)
Pour les articles homonymes, voir Île Verte.
L'Île Verte est une île de l'estuaire moyen Saint-Laurent au Québec dans la municipalité régionale de comté de Rivière-du-Loup, dans la région du Bas-Saint-Laurent.
L'île, habitée à l'année (49 personnes en 2011) et reliée à la côte de mai à novembre par un traversier, correspond au territoire de la municipalité de Notre-Dame-des-Sept-Douleurs.

## Localisation

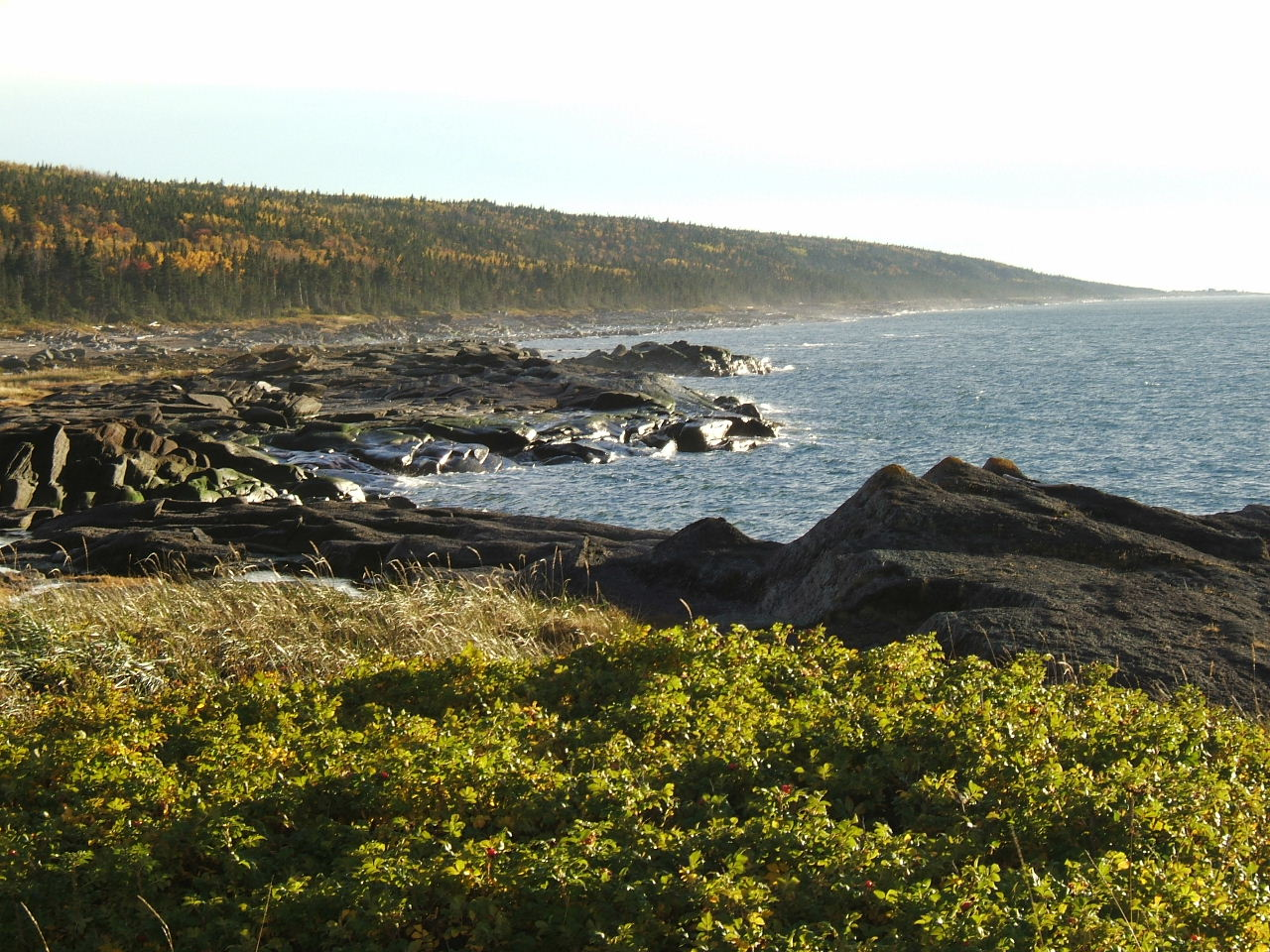
Littoral nord de l'île Verte

Elle est située à 2 km de la rive sud face à la municipalité de L'Isle-Verte aussi on la retrouve à environ 5 km à l'ouest de la minuscule Île aux Pommes.
En face, sur l'autre rive du fleuve, à une vingtaine de kilomètres, se situe l'embouchure de la rivière Saguenay.
L'île est un lieu préservé et réputé pour l'observation des baleines.

## Patrimoine

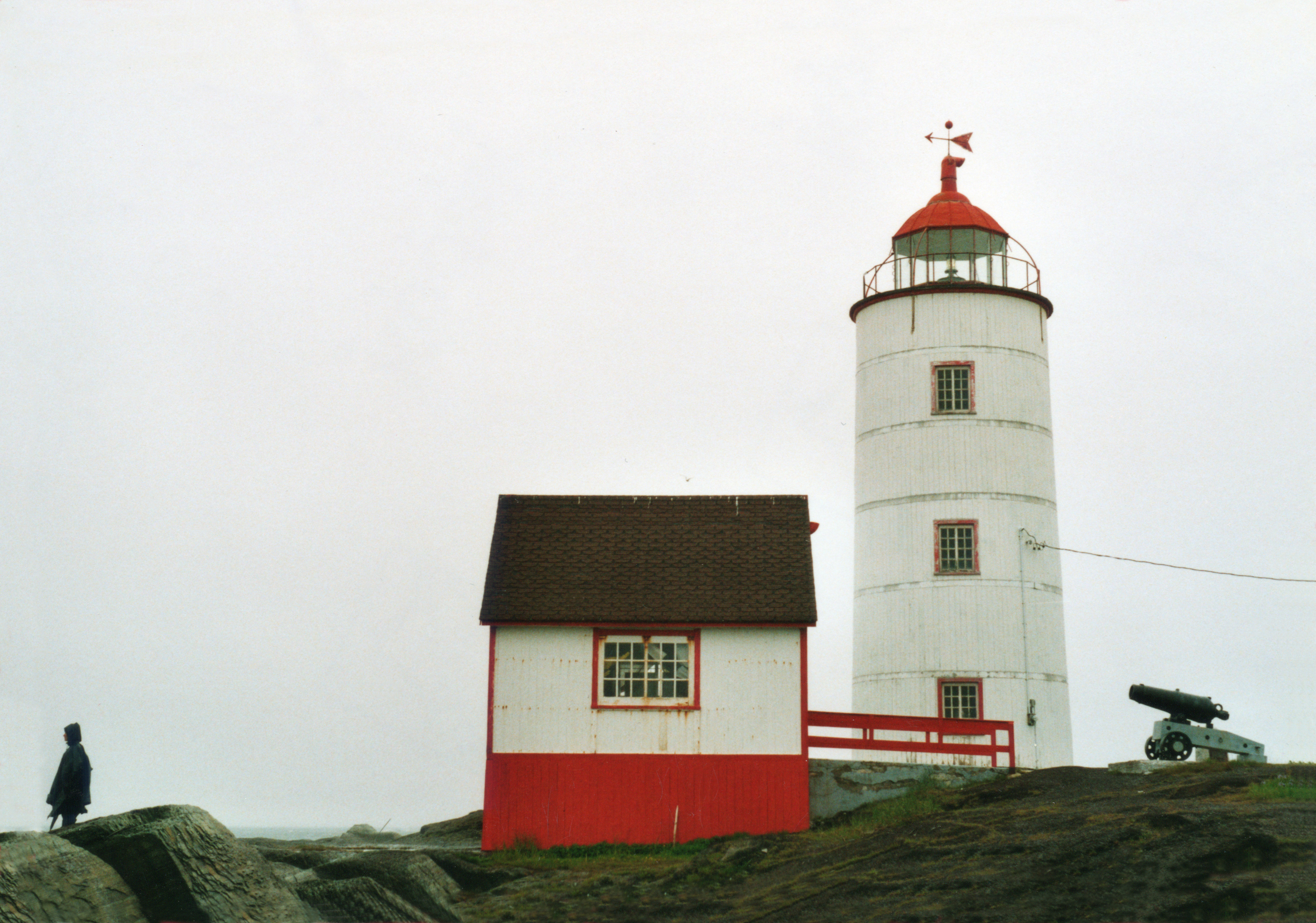
Phare de l'Île Verte

L'île Verte est connue pour abriter le plus ancien phare du Saint-Laurent.